# 赤紫

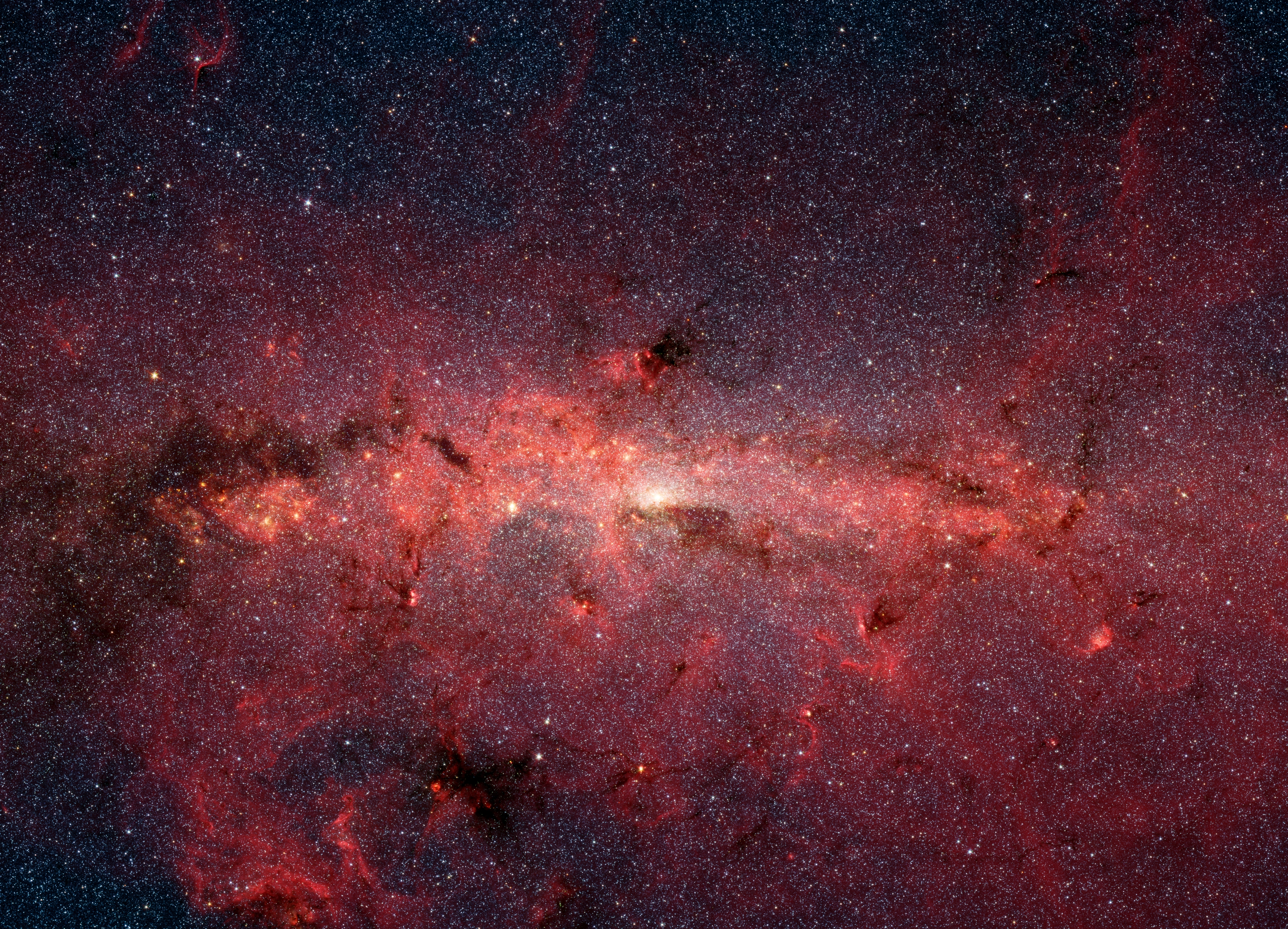
スピッツァー望遠鏡によって撮影された画像内の天の川

赤紫（あかむらさき）は、色名の一つ。JISの色彩規格では「あざやかな赤紫」とされている。一般に赤と紫の中間の色が幅広く「赤紫」と呼ばれる。日本の伝統色では牡丹色が代表的。
赤、藍、紫は天然染料の色として非常に古くからあり、赤紫も染料を重ねることで染色の名として使われてきた。

## 日本における赤紫
赤紫の色名は持統天皇の時代にはすでに見られる。律令制時代に定められた朝服の色では、深紫に次ぐ高貴な色とされた。

## その他
- マゼンタ、浅紫などを「赤紫」と呼称することもある。
- 國學院大學は赤紫をスクールカラーに制定している[3]。